# برج محله بلوچی
برج محله بلوچی مربوط به دوره قاجار - ۱۰۰ سال است و در راور، محله بلوچی، خیابان امام رضا، کوچه آسیاب قاووتی واقع شده و این اثر در تاریخ ۲ مرداد ۱۳۸۷ با شمارهٔ ثبت ۲۳۱۲۸ به‌عنوان یکی از آثار ملی ایران به ثبت رسیده است.